# Miss Sunshine
Miss Sunshine (englisch für „Fräulein Sonnenschein“) ist ein Lied des deutschen Dance-Projekts R.I.O., das im Januar 2011 erschien.

## Entstehung und Veröffentlichung
Das Lied wurde von den beiden R.I.O.-Mitgliedern Yann Pfeifer (Yanou) und Manuel Reuter (Manian) getextet, komponiert sowie produziert. Beim Schreibprozess bekam das Duo Unterstützung durch Andres Ballinas, Brad Grobler und Rob Janssen. Das Stück verwendet ein Instrumental-Sample von Dance Nations Sunshine (Juni 2001), aus diesem Grund sind auch die Autoren Brad Grobler und Rob Janssen Urheber von Miss Sunshine.
Die Erstveröffentlichung von Miss Sunshine erfolgte am 28. Januar 2011 bei Kontor Records, als Teil von R.I.O.s zweiten Studioalbum Sunshine (Katalognummer: 1061373KON). Am 13. Mai desselben Jahres erschien das Lied als zweite Singleauskopplung aus dem Album. Diese erschien in verschiedenen digitalen Maxi-Single-Ausführungen zum Download, die eine verschiedene Anzahl an Versionen des Liedes beinhalten, darunter eine mit sechs verschiedenen Versionen (Katalognummer: Kontor/Zoo Digital 432599667). Auf dem vierten Studioalbum Ready or Not (Mai 2013) erschien zudem ein Remix von Jerome.

## Musikvideo
Das dazugehörige Musikvideo entstand unter der Regie von Dirk Hilger und feierte seine Premiere am 11. Mai 2011 auf der Videoplattform YouTube. Es gibt zwei Versionen zum Video. Eine, die mit dem Refrain anfängt und eine zweite, bei der der Anfang des Liedes mit der ersten Strophe beginnt. Beide Versionen dauern zwischen 3:20 und 3:30 Minuten. Das Video startet mit Tony T., dem Sänger des Projekts, der mit zwei Freunden als Juror zu einem Miss Sunshine Contest am Strand geht. Eine Menge junger Frauen schreiten auf einem Steg auf und ab. Kurz vor Schluss tanzen dort alle, und Tony T. überreicht einer jungen Frau mit verliebtem Blick eine Auszeichnung zur "Miss Sunshine 2011".

## Chartplatzierungen
| ChartsChartplatzierungen | Höchstplatzierung | Wochen |
| ------------------------ | ----------------- | ------ |
| Deutschland (GfK)        | 50 (11 Wo.)       | 11     |
| Österreich (Ö3)          | 44 (4 Wo.)        | 4      |
| Schweiz (IFPI)           | 43 (2 Wo.)        | 2      |